# Skiskydning
 Der er for få eller ingen kildehenvisninger i denne artikel, hvilket er et problem. Du kan hjælpe ved at angive troværdige kilder til de påstande, som fremføres i artiklen.

Skiskydning, også kaldet biatlon, er en multisportsgren bestående af skidisciplinen langrend og præcisionsskydning med riffel.
Skiskydning, som er en videreudvikling af et militært patruljeløb udviklet af det norske militær, er en disciplin ved Vinter-OL.
I en typisk biatlon kræves det at man løber på ski over en fastsat distance (ofte flere omgange) til en for formålet oprettet skydebane, hvor der skal afgives fem skud, mod opsatte skydeskiver, over en distance på 50 m, i enten liggende eller stående stilling. Skivens diameter er 45 millimeter ved liggende skydninger og 115 millimeter ved stående skydninger. 
Hvert fejlskud straffes på forskellige måder, enten med et tidstillæg pr. fejlskud eller en løbet runde på en forud fastsat længde.
I sommerbiatlon er langrend erstattet med almindeligt løb, eller man løber på rulleski.
Det er IBU (International Biathlon Union) der organiserer skiskydning og dermed er det en selvstændig myndighed i forhold til FIS der ellers generelt arrangerer skisport. IBU har hovesæde i Salzburg, Østrig.

## Discipliner

### Individuel el. Klassisk distance
Den individuelle konkurrence også kaldet Klassisk distance, er den ældste konkurrenceform og løber over 20 km for mændene og 15 km for kvinderne fordelt på fem omgange. Undervejs er der fire skydninger af fem skud, to liggende og to stående. En forbier giver en tidsstraf på typisk 1 min. Løberne bliver sendt af sted med typisk 30 sekunders mellemrum og bedste tid i mål vinder.

### Sprint
Ligesom i den individuelle konkurrence bliver atleterne sendt af sted med typisk 30 sekunders mellemrum. Distancen er 10 km for mændene og 7,5 km for kvinderne. Undervejs er der to skydninger af fem skud, en liggende og en stående, fordelt på tre omgange. En forbier giver en strafrunde på 150 m og hurtigste tid i mål vinder. 

### Jagtstart
Jagtstarten er begrænset til 60 deltagere. Typisk vil deltagerne være de 60 første i en sprint, men også den individuelle konkurrence kan bruges. Atleterne bliver sendt af sted med mellemrum svarende til forskelen på sprinten eller halvdelen af forskellen på den individuelle konkurrence. Det vil sige vinderen fra sprinten bliver "jagtet" af de andre deltagere. Distancen er 12,5 km for mænd og 10 km for kvinder fordelt på fem omgange. Undervejs er der fire skydninger, to liggende og to stående. En skydning består af fem skud og en forbier resulterer i en strafrunde på 150 m. Første atlet i mål vinder konkurrencen. 

### Fællesstart
30 atleter starter på samme tid og dyster over 15 km for mændene og 12,5 km for kvinderne. Deltagerne bestemmes ud fra stillingen i World Cuppen samt præstationer ved den igangværende World Cup eller det igangværende mesterskab. Ligesom jagtstarten består fællesstarten af fire skydninger af fem skud, to liggende og to stående med en strafrunde på 150 m. pr. forbier. Vinderen er første atlet over målstregen. 

### Stafet
Fire deltagere fra samme land skal hver især ud på 7,5 km for mændene og 6 km for kvinderne. En atlet fra hver nation starter sammen og undervejs bliver de andre atleter skiftet ind. Hver atlet skal igennem tre omgange og to skydninger, en liggende og en stående. I modsætning til de individuelle konkurrencer har atleterne ekstra patroner med. Til hver skydning må der bruges tre ekstra patroner, der manuelt skal indsættes i geværet. Har man efter otte skud, de fem der er i fra starten og de tre ekstra patroner, stadig ikke ramt alle skiver, skal man ud på en eller flere strafrunder. Første hold til at få sidste mand over stregen vinder. 

### Mix stafet
Mix stafetten fungerer på samme måde som den almindelige stafet. Først skal to kvinder igennem en tur på 6 km og derefter skal to mænd igennem en tur på 7,5 km. Første hold til at få sidste mand over målstregen vinder. 

## Turneringer
Der afholdes hver sæson en World Cup, eller Verdenscup på dansk. Det er den primære turneringsform for elite-atleterne. World Cup'en afvikles normalt over 3 serier af 3 forlængede weekender. Derudover tæller også det årlige VM i skiskydning med, dog ikke i Vinter-OL år. Niveauet under, (2. division), kaldes IBU cup'en og er organiseret på samme facon som World Cup'en. Desuden arrangeres også junior turneringer.
World Cup stævnerne afholdes for en stor del på de samme stadions år efter år. f.eks.:
- Ruhpolding, Bayern, Tyskland
- Oberhof, Thyringen, Tyskland, som regel første stævne i det nye år (dvs. første weekend i januar)
- Hochfilzen, Østrig
- Östersund, Jämtland, Sverige, normalt første stævne pr. sæson (ultimo november).
- Oslo (Holmenkollen), Norge
- Kontiolahti, Finland
- Antholz-Anterselva, Italien

Andre stævner varierer lidt fra år til år. De finder sted i Tjekkiet (Nove Mesto), Rusland (Khanty-Mansijsk eller Tjumen), Slovenien (Pokljuka), samt nogle år også i USA, Canada eller Sydkorea. Der vil formentlig blive afholdt et World Cup stævne i Beijing, Kina i 2021 som et for-OL, inden de vinter olympiske lege i 2022.
Ved de enkelte World Cup stævner dystes der typisk i tre discipliner, mens der til VM og OL dystes i alle discipliner.